# 尼诺·本韦努蒂
尼诺·本韦努蒂（義大利語：Nino Benvenuti，1938年4月26日—2025年5月20日），意大利男子拳击运动员。他曾代表意大利参加1960年夏季奥林匹克运动会拳击比赛，获得男子次中量级金牌。